# Чемдальский сельсовет
Чемдальский сельсовет — административно-территориальная единица, выделявшаяся в составе Тунгусско-Чунского района Эвенкийского автономного округа Красноярского края.

## История
Информация о времени образования сельсовета разнится. Один и тот же источник указывает:
- «... С 1934 года Эвенкийский национальный округ являлся составной частью Красноярского края и состоял из трёх районов: Илимпийского, Байкитского и Тунгусско-Чунского и 17 сельских советов: Нидымский, Учамский, Тутончанский, Ногинский, Кислоканский, Экондинский, Чириндинский, Ессейский, Ванаварский, Стрелковский, Чемдальский, Муторайский, Байкитский, Куюмбинский, Ошаровский, Полигусовский, Суломайский»;
- «Посёлок Чемдальск (в довоенный период название посёлка Верхняя Контора) являлось самым первым поселением на р. Подкаменная Тунгуска. Он появился в 1895 году. Сведения о точной дате образования Чемдальского кочевого Совета в архивохранилище с. Ванавара отсутствуют. В архивном фонде № Р-19(В) имеется косвенная информация о том, что Чемдальский (первоначально Угоянский) кочсовет был образован в 1930 году. Чемдальский сельский Совет депутатов трудящихся предположительно создан в 1940 году. Информация о дате его образования в документах архивохранилища с. Ванавара отсутствует. С 1977 года учреждение стало носить название Чемдальский сельский Совет народных депутатов»[4].

14 февраля 1992 года сельсовет как орган местного самоуправления был упразднён и образована (сельская) администрация посёлка Чемдальск.
Законом Эвенкийского автономного округа от 07.10.1997 № 63 вместо упразднённого Чемдальского сельсовета была утверждена территориальная единица сельское поселение село (с 2002 года посёлок) Чемдальск.
В 2010 году были приняты Закон об административно-территориальном устройстве и реестр административно-территориальных единиц и территориальных единиц Красноярского края, согласно которым посёлок Чемдальск непосредственно вошёл в состав Эвенкийского района как административно-территориальной единицы с особым статусом.
Сельсовет выделялся как единица статистического подсчёта до 2002 года.
В ОКАТО сельсовет как объект административно-территориального устройства выделялся до 2011 года.

## Состав
| № | Населённый пункт | Тип населённого пункта | Население |
| - | ---------------- | ---------------------- | --------- |
| 1 | Чемдальск        | посёлок                | ↘32       |